# Йоган Вробель
Йоган Вробель (23 жовтня 1831, м. Ополе, Австрійська імперія, нині Польща — 19 червня 1909, м. Чернівці, Австро-Угорщина) — класичний філолог, ректор Чернівецького університету у 1884-1885 навчальному році.

## Біографія
Народився в бідній родині.
Відвідував гімназію в рідному місті.
Після смерті батьків залишився без засобів існування і без притулку. Але, незважаючи на великі труднощі й нестатки, продовжував навчатися в гімназії у Бреслау (нині Вроцлав, Польща, на той час — Австрійська імперія), яку закінчив 1855 року.
Потім в Бреславському університеті вивчав теологію і класичну філологію.
Під керівництвом відомих філологів Ф. Гаазе, А. Росбаха, М. Геріца, Е. Люберта Вробель брав участь у філологічному семінарі впродовж 8 семестрів, а також у конкурсних роботах семінаристів і здобував почесні премії. За виконання ораторського конкурсного завдання Вробель здобув академічний приз.
Після захисту 1865 року дисертації й отримання ступеня доктора філософії поїхав до Петербурга, де працював доцентом класичних мов.
У 1867 році запрошений працювати викладачем  Краківського, а пізніше Львівського університету.
Після відкриття у 1875 році Чернівецького університету імені Франца Йосифа, запрошений в ньому працювати.
Двічі Йоган Вробель обирався деканом філософського факультету.
На 1884-1885 навчальний рік Йоган Вробель був обраний ректором Чернівецького університету.
Протягом багатьох років він був також головою екзаменаційної комісії для кандидатів на викладання в середніх школах  Буковини.
Після своєї відставки у 1899 році він продовжував викладати в університеті, вже як почесний професор.
Помер Йоган Вробель 1909 року, похований у Чернівцях.